# Eburia giesberti
Eburia giesberti är en skalbaggsart som beskrevs av Noguera 2002. Eburia giesberti ingår i släktet Eburia och familjen långhorningar.
Artens utbredningsområde är Honduras. Inga underarter finns listade i Catalogue of Life.